# Czyprki (Prostki)
Czyprki [ˈt͡ʂɨprki] (deutsch Czyprken, 1930–1945 Kolbitz) ist ein Dorf in der polnischen Woiwodschaft Ermland-Masuren, das zur Gmina Prostki (Landgemeinde Prostken im Powiat Ełcki (Kreis Lyck)) gehört.

## Geographische Lage
Czyprki liegt im südlichen Osten der Woiwodschaft Ermland-Masuren, 27 Kilometer nordöstlich der einstiegen Kreisstadt Johannisburg (polnisch Pisz) und 18 Kilometer südwestlich der heutigen Kreismetropole Ełk (Lyck).

## Geschichte
Das kleine, um 1540 Czypricken, nach 1664 Ziprken, nach 1785 Zyprken und bis 1930 Czyprken genannte Dorf wurde 1840 gegründet. Von 1874 bis 1945 war es in den Amtsbezirk Monthen (polnisch Monety) eingegliedert. Er gehörte zum Kreis Johannisburg im Regierungsbezirk Gumbinnen (ab 1905 Regierungsbezirk Allenstein) in der preußischen Provinz Ostpreußen.
1910 waren 129 Einwohner in Czyprken registriert.
Aufgrund der Bestimmungen des Versailler Vertrags stimmte die Bevölkerung im Abstimmungsgebiet Allenstein, zu dem Czyprken gehörte, am 11. Juli 1920 über die weitere staatliche Zugehörigkeit zu Ostpreußen (und damit zu Deutschland) oder den Anschluss an Polen ab. In Czyprken stimmten 100 Einwohner für den Verbleib bei Ostpreußen, auf Polen entfiel keine Stimme.
Am 28. Juli 1930 wurde Czyprken in Kolbitz umbenannt. Die Einwohnerzahl stieg bis 1933 auf 156 und belief sich 1939 auf 141.
In Kriegsfolge kam das Dorf 1945 mit dem gesamten südlichen Ostpreußen zu Polen und erhielt die polnische Namensform Czyprki. Heute ist es Sitz eines Schulzenamtes (polnisch Sołectwo) und als solches eine Ortschaft im Verbund der Landgemeinde Prostki (Prostken) im Powiat Ełcki (Kreis Lyck), bis 1998 der Woiwodschaft Suwałki, seither der Woiwodschaft Ermland-Masuren zugehörig.

## Religionen
Bis 1945 war Czyprken in die evangelische Kirche Groß Rosinsko (1938–1945 Großrosen, polnisch Rożyńsk Wielki) in der Kirchenprovinz Ostpreußen der Evangelischen Kirche der Altpreußischen Union sowie in die römisch-katholische Kirche in Johannisburg (polnisch Pisz) im Bistum Ermland eingepfarrt.
Heute gehört Czyprki katholischerseits zur Pfarrei in Rożyńsk Wielki im Bistum Ełk der Römisch-katholischen Kirche in Polen. Die evangelischen Einwohner halten sich zu den Kirchengemeinden Biała Piska (Bialla, 1938–1945 Gehlenburg) bzw. Ełk (Lyck), beides Filialgemeinden der Pfarrei in Pisz (Johannisburg) in der Diözese Masuren der Evangelisch-Augsburgischen Kirche in Polen.

## Verkehr
Czyprki liegt südlich der Woiwodschaftsstraße 667 und ist von Pogorzel Wielka (Groß Pogorzellen, 1907–1930 Groß Brennen, 1930–1945 Brennen) über Jebramki (Jebrammen, 1938–1945 Bachort) zu erreichen. Eine Bahnanbindung existiert nicht.